# 33347 Maryzhu
1998 XJ35 (asteroide 33347) é um asteroide da cintura principal. Possui uma excentricidade de 0.15065190 e uma inclinação de 2.88660º.
Este asteroide foi descoberto no dia 14 de dezembro de 1998 por LINEAR em Socorro.